# Лісова Наталія В'ячеславівна
Наталія В'ячеславівна Лісова (нар. 21 лютого 1973, Львів) — українська актриса, театру та кіно, Заслужена артистка України (2017).

## Життєпис
В 1995 — закінчила Вищий музичний інститут ім. М. Лисенка, вокальний факультет, акторський відділ. Викладач майстерності актора — народний артист України Федір Стригун, сценічна мова — народний артист України Святослав Максимчук.
З 1994 працює в Національному академічному українському драматичному театрі імені Марії Заньковецької (Львів). Актриса-експериментатор, окрім класичних ролей, експериментує із власними моно-виставами-проектами.
Актриса співпрацює з радіостанціями, Львівським телебачення, озвучила ряд аудіокниг. Читала в ефірі у програмі заслуженого журналіста України Зиновія Суходуба твори Павла Федюка, Ірини Вільде, Євгенії Божик, новели Стефаника. Має у доробку аудіозапис поезії молодої поетеси Оксани Максимчук «Лови». Записала казки Андерсена, Кіплінга для дітей з вадами зору, їх передали у бібліотеки для незрячих.
У 2011 році актриса випустила дві книжки — «Олена Теліга. Або-Або» та «Я — вогонь! Я — вихор!» У 2013 році вийшло два буклета — «Театр… Театр! Актор — Андрій Козак» та «Театр — калейдоскоп чуттів! Акторка — Наталя Лісова» авторства Н Лісової.

## Відзнаки
- 2018 рік — лауреат премії 14 Міжнародного театрального фестивалю жіночої творчості ім. М.Заньковецької (м. Ніжин) «За переконливість втілення образу історичної особи»
- 2019 рік — лауреат премії 15 Міжнародного театрального фестивалю жіночої творчості ім. М.Заньковецької (м. Ніжин) — «найкраща жіноча роль»[4].

## Ролі
- «Полліанна» — Ненсі; Комітет «Жіноча допомога»;
- «Бояриня» Леся Українка — Дівчата-служебки;
- «Вода життя» Валерій Шевчук — Людя;
- «Гуцулка Ксеня» Ярослав Барнич — Марічка, молода дівчина, гуцулка; Гуцули та гуцулки;
- «Державна зрада» Рей Лапіка — Катерина;
- «Неаполь-місто попелюшок» Надія Ковалик — Емігранти;
- «Ромео і Джульєтта в кінці листопада» — Олена;
- «Невольник» Тарас Шевченко — Жінки-селянки;
- «Назар Стодоля» — Служниці в Кичатого:;
- «Історія коня» Лев Толстой — Хор;
- «Олена Теліга. Або — або» — Олена Теліга;
- «Диво-квітка» Наталії Боймук — Гарганелла;
- «Ісус, син Бога живого» — Народні сцени;
- «Король стрільців або Муза в офсайді» Іван Керницький — Гуцулка; Гурт спортовців-футболістів;
- «Циліндр» Едуардо де Філіппо — жінки;
- «Вій, вітерець!» Яніс Райніс — Цієпа, жінка 30 років; Звукотвори;
- «Різдвяна ніч» — Жінки:;
- «Украдене щастя» Іван Франко — І;
- «Труффальдіно з Бергамо» Карло Гольдоні — Розпорядниця готелю;
- «Сватання на Гончарівці» — Дівчата;
- «Марія Заньковецька» Іван Рябокляч — Студенти, актори, селяни, музики;
- «Мій Роден» — Каміла Клодель;
- «За двома зайцями» — Устя, черевичниця;
- «Мазепа» Юліуш Словацький — Покойова служба короля і воєводи:;
- «Соло для мідних труб» Орест Огородник — Мітингувальники;
- «Гайдамаки» Т. Шевченко — поет. слово;
- «Ой радуся, земле» — колядниця;
- «Маруся Чурай» Л. Костенко — міщанка;
- «Згадайте, братія моя.» Т. Шевченко — душа;
- «Ромео і Джульєтта» В. Шекспір — мамка;
- «Безталанна» І. Карпенко-Карий — дівчина (спів, танець);
- «Маклена Граса» М. Куліш — Маклена, Зброжекова;
- «Новорічний ранок» — смерть, баба Яга;
- «Дім божевільних» Є. Скарпетті — Кармелла;
- «Коляда» — поетичне слово, колядниця;
- «По щучому велінню» М. Кропивницький — Галька, циганка;
- «Літо в Ноані» Я. Івашкевич — Огюстена;
- «Світла моя муко» В.Симоненко — поетичне слово;
- «На межі» Леся Українка — Аврелія;
- «Ніч на полонині» О. Олесь — мавка;
- «Пам'яті Руданського» — поетичне слово;
- «Сейлемські відьми» А. Міллер — Бетті
- «Кнок» Ж. Ромен — жінка у фіолетовому;
- «Гамлет» В. Шекспір — бродячий актор;
- «Звичайна горошина» В. Данилевич — принцеса Барбаринська;
- «Хазяїн» І. Карпенко-Карий — Соня;
- «Се ля ві» Н. Ковалик — Оля;
- «Ісус, син Бога живого» В. Босович — гебрейка;
- «Шаріка» Я. Барнич — Бейжіка;

«Пітер Пен» Д. Баррі — Нена;
«Мадам Боварі» Г. Флобер — Фелісіте;
- «Тригрошева опера» Б. Брехт — повія;
- «У неділю рано зілля копала» О. Кобилянська — циганка, гуцулка;
- «Моральність пані Дульської» Г. Запольська — Ганка;
- «Цей дивний світ театру» М. Мітуа — Ніколь;
- «Івона, принцеса Бургундська» В. Гомбрович — дама;
- «Любий друг» Гі де Мопассан — Марі;
- «Серенада для судженої» О. Пчілка, С. Мрожек — Палажка, Руда;
- «Три ідеальні подружжя» А. Касона — Женев'єва;
- «Оргія» Леся Українка — танцівниця-невільниця;
- «Ювілей народного артиста України Богдана Козака» — уривок з вистави «Гуцулка Ксеня»;
- «Мила моя, люба моя» О. Огородник — Галя;
- «Неаполь місто попелюшок» Н. Ковалик — емігрантка;
- Концерт оркестру «Квіти ромена» — спів у супроводі оркестру (слова Б. Стельмаха, музика І. Білозора «Розпитаю про любов»);
- «Анатоль» А. Шніцлер — Анні;
- «Журавлине пір'ячко» Д. Кіносіта — Содо;
- «Доки сонце зійде…» М. Кропивницький — дівчина;
- «Сава Чалий» І. Карпенко-Карий — жінка;
- «Микита Кожум'яка» О. Олесь — княгиня;
- Ювілей народного артиста України Бориса Міруса — спів у супроводі оркестру (музика І. Білозора, слова Б. Стельмаха «Перший сніг»);
- Ювілей народного артиста України С. Максимчука — акапельний спів народної пісні «Ой у полі нивка»;
- «Мелодії серця» Б. Ревкевич — ведуча Марічка.

## Ролі в кіно
- 2010 — «Золотий вересень» хроніка Галичини 1939—1941 рр., режисер Т.Химич;
- 2012 — музичний кліп М.Ільків «Мамині руки»;
- 2018 — «Таємний щоденник С.Петлюри» режисер О.Янчук.